# Le Mystère de l'homme à deux têtes
Le Mystère de l'homme à deux têtes est le quatorzième album de la série de bande dessinée Achille Talon, et le premier à présenter une unique histoire complète au lieu d'historiettes d'une ou deux planches.
Il a été publié la première fois en 1976.

## Résumé
Un homme visiblement perturbé vient importuner Achille Talon encore en pyjama, croyant qu'il arrive chez la marquise. Pendant ce temps, le bijoutier Petitcarat est cambriolé.
Achille découvre que son visiteur est un patient de la clinique « Le chuchotis » et part à sa poursuite, se mettant dans des situations farfelues.
C'est un album vraiment « fou », dans lequel on verra apparaître Hilarion Lefuneste, Papa Talon, le Major Lafrime, venus à la rescousse d'Achille, les policiers toujours aussi savoureux, dont Homère Veille, agent en permanence de nuit qui selon ses propres dires "fait un travail fastidieux", et des crocodiles affamés.